# Новосилиш
Новосилиш — село в Усть-Таркском районе Новосибирской области. Входит в состав Новосилишинского сельсовета.

### История села Новосилиш
С начала своего существования Новосилиш входил в Усть-Таркский район. В соответствии с Указом Президиума Верховного Совета РСФСР от 01.02.163 года "Об укреплении районов и изменении подчинённости районов и городов Новосибирской области" и решением Новосибирского облисполкома от 13.03.1963 года, вместо существующих ранее 32 районов в Новосибирской области образованы 19 укреплённых сельских районов. В связи с этим, Усть-Таркский район вошёл в границы Татарского района. И до 1965 года населённый пункт числился в границах Татарского района. В соответствии с Указом Президиума Верховного Совета РСФСР от 11.01.1965 года "Об изменениях в административно-территориальном делении Новосибирской области",  было образовано 6 новых районов, в том числе и Усть-Таркский. И с тех пор, по настоящее время, село Новосилиш числится в границах Усть-Таркского района.
      В 1935 году в Усть-Таркском районе появился населённый пункт с названием - "Точка 256". Первоначально здесь проживало 3 семьи. В то время на территории района было образовано несколько таких поселений с целью интересного развития района. Возникновение районного центра - с. Усть-Тарка (бывшее село Назарово) относится к середине 18 века и связано с необходимостью обслуживания Московского тракта. А уже вокруг Назарово появлялись населённые пункты, жители которых занимались сельским хозяйством.
      Спустя 2 года, то есть в 1937 году, здесь организовали МТС (машинно-тракторная станция) Силишинская.
Название ей было дано, скорей всего, по названию близлежащей деревни  Силиш. А населённый пункт стал называться - "МТС". Одними из первых жителей были семья Перепёлкиных - Александр Антонович и Валентина Яковлевна (и ныне проживающие в селе Новосилиш). В настоящее время смело можно утверждать, что организация здесь МТС послужила началом для роста и развития населённого пункта. 
      В 1959 году название населённого пункта "МТС" меняется на "Новосилиш".  А существовавшая ранее деревня Силиш, стала называться "Старый Силиш". Последующие годы население и местное, и окрестных сёл ещё долго называли село не Новосилиш, а МТС. 
      И так, моё село живёт. В 1940 здесь сооружена первая солидная постройка из кирпича - РТМ (ремонтно-тракторная мастерская), к которой в последующие годы пристраивали новые помещения. Но та первая постройка стоит и в наше время. С годами вокруг РТМ строились другие постройки: гараж, склады, кочегарка - создан производственный центр. РТМ и в наше время находится на том же месте и всё население от мала до велика  так и называется её - "мастерская". 
      22 марта 1955 года сюда приехал мой дедушка на освоение целинных и залежных земель. Вот как выглядело моё село в весенний день. Населённый пункт поразил его своей  голостью, какой-то неустроенностью и полной непохожестью на то, к чему он привык за свои 26 лет. Вокруг столько леса, а ни у одной постройки не росло даже ни одного кустика. Нигде не видно было хотя бы примитивной изгороди. Открытые всем ветрам бараки будто присели, ёжась от мороза. А наметённые почти до крыш сугробы, тишина, ещё больше усиливали впечатление оторванности от всего мира, ощущения настоящего захолустья. И только РТМ жила полнокровной, кипучей жизнью: звенел металл, слышен был гул моторов, говор десятков людей раздавался в морозном воздухе. Даже издали было видно, что здесь центр всей окрестной жизни.
      В то время из построек были РТМ, деревянная баня, 5 бараков саманных, да саманная постройка, в которой размещался клуб и контора. Постройки все были крыты "пластом" (вырубленный специальным приспособлением дёрн округлой формы - который потом укладывался на крышу вроде рыбьей чешуи). Потом летом эти пласты на крыше могли после дождя прорастать, сейчас смешно представить, что на крыше растёт трава, а ведь такое было. 
      Директором Силишинской МТС в 1955 году был Рожко Владимир Константинович, главным инженером - Артемьев Станислав Александрович, главным ветврачом - Маркова Ирина Александровна.
      Силишинская МТС обслуживала в те годы 13 колхозов, расположенных вокруг (в наше время это площади четырёх совхозов - "Угуйское", "Дубровинский", "Авангард", и "Родина"). 
      Обслуживающий персонал РТ (слесари, электрики, токари - женщины и девушки) и некоторые механизаторы постоянно проживающие на территории МТС. Кроме того, привлекались механизаторы из колхозов, которые обслуживала МТС. Всего в те годы в Силишинской МТС работало около 85 человек. 
      В середине пятидесятых годов, в период освоения целинных и залежных земель, начинается заметный раст Силишинской МТС и населённого пункта. Появляются новые семьи. Строится жильё. Люди из бараков переселяются в деревянные двухквартирные дома. В течение двух лет поселение озеленили - посадили тополя. 
      С 1957 года, по решению правительства, МТС стали реорганизовывать и технику передавать в колхозы. Но из Силишинской МТС не все колхозы взяли себе технику на баланс, поэтому МТС ещё осталось работать (как филиал Еланской РТМ - ремонтно - тракторной мастерской). По прежнему обслуживала колхозы, но уже не 16, а шесть: колхоз "Угуйское" (населённые пункты  - Угуй, Черниговка, Неупокоека, Коршуновка); колхоз им. В. М. Молотова (населённые пункты - Силиш и Родькино); 2 колхоза в населённом пункте Мартыново; колхоз в населённом пункте Яркуль и колхоз в населённом пункте Воробьи.
      Этот 1957 год был особенный - знаменит высокими урожаями. У нас в районе начали осваивать раздельное комбайнирование. Первым осуществить этот эксперимент довелось Савченко Андрею Николаевичу. Как он рассказывал, собралось много народу, всё начальство из района приехало. Получилось, южный вариант стал доступен и для сибирских мест. По итогам соревнования Андрей Николаевич попал в число лучших механизаторов и был награждён орденом Трудового Красного Знамени и путёвков на ВДНХ. 
      В феврале 1959 года Силишинская МТС реорганизована. Шесть упомянутых выше колхоза объединились в один - "Заветы Ильича". Центральная усадьба из населённого пункта Угуй была переведена в населённый пункт, где до этого размечалась Силишинская МТС. 
      Скорей всего, с этого времени и идёт отчёт названия села Новосилиш.
      Моё село становится центральной усадьбой большого по площади колхоза. Это послужило толчком к его развитию. Если раньше здесь проживали только те, кто обслуживал МТС, то сейчас появляется необходимость в кадрах в животноводстве (скотники, доярки, поярки).
      Строятся животноводческие постройки, начинают разводить крупный рогатый скот, занимаются молочным животноводством. Наряду с животноводством развивается и растениеводство. Кроме того, что село Новосилиш - центральная усадьба колхоза, она ещё и усадьба отделения №1. Здесь формируется животноводческая бригада для обслуживания молочной фермы и фермы по воспроизводству стада крупного рогатого скота и тракторно-полеводческая бригада - для производства товарного зерна и с личных подворий сдают на Черниговский маслозавод - крупный маслозавод в районе, расположенный в 10-ти км от села Новосилиш (это усадьба колхоза "Заветы Ильича).
      Увеличивается население - возникает потребность в развитии социальной сферы. Строится отдельное здание колхозной конторы, новый клуб - в нём же размещается библиотека. В 1968 году произошёл пожар и этот клуб сгорел. Позже было выстроено новое здание клуба. Тогда же строится здание больницы, почта, магазин. Начальная школа остаётся в старой постройке , в 1964 году строится новое здание начальной школы. Средняя школа - в селе Угуй, в 12-ти км. от села Новосилиш. В 1969 году строится крупное кирпичное здание - в нём размещается: кочегарка, баня, АТС, бытовое (пункт по приёму заказов - на пошив одежды и ремонт бытовой техники), детский сад.
      В 1969 году колхоз "Заветы Ильича" разукрупняется - выделяется колхоз "Родина" (с населёнными пунктами: Яркуль, Воробьи, Мартыново). Село Новосилиш остаётся центральной усадьбой колхоза "Заветы Ильича".
      В 1970 году все Усть-Таркские колхозы реорганизованы в совхозы. Колхоз "Заветы Ильича" стал совхозом "Авангард" (что означает "первый"). За три десятка лет после коллективизации уже привыкшие к колхозам крестьяне не сразу поняли, что произошло. Лишь через много лет после "совхозизации" деревенские мыслители осознали: в колхозах было "уже не моё", но "ещё маленько наше", а в совхозах стало "ничьё", то есть государственное. Возможно, в те 70-е годы, с организацией совхоза появились признаки "развала", к которому сейчас подошло село. Часто менялись директора совхоза. В народе даже шутили: "Авангард"  - кузница кадров: поработает немного директором, его сменяет другой, а этот переезжает в район (там легче!). А нет постоянного, "настоящего" руководителя - нет и сплочённого коллектива. 
      И, тем не менее "Авангард" жил, народ работал. На 01.01.1978 года в совхозе имелось 2468 голов крупного рогатого скота, в том числе 868 коров. Основное поголовье размещалось на центральной усадьбе - в селе Новосилиш. Надой молока на 1 фуражную корову составлял 1988 кг, среднесуточный привес на 1 голову крупного рогатого скота составлял 328 граммов. Работает народ и в растениеводстве. Площадь земель хозяйства на 01.01.1978 года всего 35660 га, в том числе сельскохозяйственных угодий - 18453 га, из них пашни - 5132 га, сенокосов - 5132 га, пастбищ - 5801 га.
Жизнь в Новосилише продолжается.

## География
Площадь села — 60 гектаров.
Село Новосилиш расположено в границах самого западного района Новосибирской области - Усть-Таркского - в северной его части. Село Новосилиш является центром муниципального образования "Новосилишинский сельсовет".
Расстояние до районного центра - с. Усть-Тарка - 50 км, до областного центра - г. Новосибирск - 606 км, до ближайшей железнодорожной станции- Татарская 100 км.
Местность, где раскинулось село Новосилиш, представляет собой типичную равнину, пересечённую  редкими гривами. В окрестностях села есть заболоченные места.
Климат  резко континентальный. По сравнению с соседним Татарским районом климат здесь более суровый.
Также на территории муниципального образования  находится природный заказник "Усть-Таркский".
В окрестностях села много леса, представленного, в основном, берёзой и осиной. В лесу много ягод и грибов. В рямах растёт голубика, брусника, клюква. Травянистая растительность - тысячелистник, клевер, лабазник, люцерна, кровохлебка. Много красивых мест для отдыха населения.
Из птиц и животных встречается куропатка, перепел, лиса, заяц, барсук, суслик, волк, лось.
Естественных водных источников в селе нет. В 12-ти км. находится большое  озеро Угуйское, пресное и богатое рыбой. В окрестностях села имеются искусственные водоёмы.

## Население
| 2002 | 2007 | 2010 |
| ---- | ---- | ---- |
| 366  | ↘306 | ↘253 |

Национальный состав населения: 85% составляет русское население и 15% - немцы, татары, казахи, корейцы.

## Инфраструктура
В селе по данным на 2007 год функционируют 1 учреждение здравоохранения и 2 учреждения образования.
Новосилишинский пожарный пост ПЧ-116 обслуживает территории Новосилишинского, Яркуль-Матюшкинского, Дубровинского, Яркульского, Угуйского сельсоветов телефон вызова пожарного поста 26-141.
Также имеется объект энергетики: подстанция "Новосилишская" Новосилишинский сетевой участок Усть-Таркского РЭС .

Транспорт 
Также проходят  дороги межмуниципального и межрайонного значения.
Имеется регулярное ежедневное автобусное сообщение с районным центром село Усть-Тарка. 